# Національна дорога 18 (Польща)
Національна дорога 18 — національна дорога класу GP та класу A в західній частині Польщі в Любуському та Нижньошльонському воєводствах, протяжністю 71 км, проходить від кордону з Німеччиною в Ольшині до розв'язки A4 біля села Кшижова. Його русло повністю перекриває будується автомагістраль А18, існуючі ділянки якої мають загальну протяжність 29 км. Це польська ділянка міжнародної траси E36.
На деяких дорожніх картах іноді позначається як швидкісна дорога S18.

## Дороги які перетинаються з DK18
- DK12 на розв'язці Жари Захід
- DK27 на роз'їзді Жари Південь
- A4 на перехресті Кшижова

## Міста вздовж DK18
- Ольшина — кордон з Німеччиною — кільцева дорога А18
- Тшебель (DK12, DW294) — A18 об'їзд
- Крулюв (DK12) — A18 об'їзд
- Русоциці (DK27) — об'їзд A18
- Ілова (DW296, DW300) — об'їзд A18
- Сьвентошув — кільцева дорога A18
- Ґольниці (DW297) — A18 об'їзд
- Кшижова (A4) — A18 об'їзд